# Juradó
Juradó es un municipio colombiano ubicado en el departamento de Chocó, en la costa Pacífica norte, y es limítrofe con Panamá.

## División Político-Administrativa
Además de su Cabecera municipal. Juradó tiene bajo su jurisdicción los siguientes Centros poblados:
- Curiche
- Punta Ardita
- Punta Piña

## Historia
Juradó fue fundado en 1840 por Toribia Alegría y Gregorio Ballesteros, provenientes de Timbiquí (Cauca) y es municipio desde 1956. Se conoce a Juradó como "Río de Cunas" (Jura: Cunas, Dó: Río). Su población está dividida en ocho resguardos indígenas que representan el 24% del total de la población; afrodescendientes el 65% y colonos un 11%.
Juradó inició como refugio para personas que venían de otros lugares, algunos huyendo, otros buscando mejores formas de vida. Antes de fundarse Juradó, con la llegada de Gregorio Ballesteros y su esposa al corregimiento de Curiche, fueron recibidos en aquella época por un cacique indígena, Chanchoré, con el cual llegaron a un acuerdo de tierras, pero antes debía celebrarse una disputa por estas. Se pusieron en medio las tierras a una eventual lucha, quien venciera se quedaría con la bella playa de Curiche, el vencido debía retirarse. Ballesteros con mejor visión, le pareció más prolífera la tierra donde hoy está situada la cabecera municipal, así tomando una decisión dejó vencer al cacique, para trasladarse a ellas, estos indígenas colonizadores eran de la etnia Caribe.
El territorio de Juradó fue reclamado por la República de Panamá tras la Separación de Panamá de Colombia, sin embargo, en el año 1908 Colombia lo ocupó militarmente y se resistió a cederlo a la nueva república, finalmente, con el tratado Victoria Vélez, quedó definitivamente dentro del territorio colombiano. 
En 1911 se fundó en su territorio la Comisaría de Juradó, pero fue prontamente suprimida por no cumplir con los objetivos propuestos por el gobierno central.

## Economía

La ruta 5 está planeada para ir paralela a la costa del Pacífico.

- La agricultura (plátano, coco, yuca, arroz, banano)
- La pesca
- La explotación maderera (caoba, abarco, guayabillo, nato, cedro)

## Sitios turísticos
- Baños termales azufrados en la quebrada Lehagaró
- Excursiones a las posibilidades de canales interoceánicos
- Bahía de Humboldt
- Punta Ardita y Piñitas

## Clima
El clima de Juradó es húmedo tropical, con temperaturas altas
| Parámetros climáticos promedio de Juradó, Colombia | Parámetros climáticos promedio de Juradó, Colombia | Parámetros climáticos promedio de Juradó, Colombia | Parámetros climáticos promedio de Juradó, Colombia | Parámetros climáticos promedio de Juradó, Colombia | Parámetros climáticos promedio de Juradó, Colombia | Parámetros climáticos promedio de Juradó, Colombia | Parámetros climáticos promedio de Juradó, Colombia | Parámetros climáticos promedio de Juradó, Colombia | Parámetros climáticos promedio de Juradó, Colombia | Parámetros climáticos promedio de Juradó, Colombia | Parámetros climáticos promedio de Juradó, Colombia | Parámetros climáticos promedio de Juradó, Colombia | Parámetros climáticos promedio de Juradó, Colombia |
| Mes                                                | Ene.                                               | Feb.                                               | Mar.                                               | Abr.                                               | May.                                               | Jun.                                               | Jul.                                               | Ago.                                               | Sep.                                               | Oct.                                               | Nov.                                               | Dic.                                               | Anual                                              |
| -------------------------------------------------- | -------------------------------------------------- | -------------------------------------------------- | -------------------------------------------------- | -------------------------------------------------- | -------------------------------------------------- | -------------------------------------------------- | -------------------------------------------------- | -------------------------------------------------- | -------------------------------------------------- | -------------------------------------------------- | -------------------------------------------------- | -------------------------------------------------- | -------------------------------------------------- |
| Temp. máx. media (°C)                              | 30.1                                               | 30.9                                               | 32.7                                               | 33.6                                               | 33.9                                               | 34.6                                               | 34.8                                               | 33.6                                               | 32.3                                               | 31.6                                               | 31.5                                               | 30.5                                               | 32.5                                               |
| Temp. media (°C)                                   | 25.8                                               | 26.0                                               | 28.8                                               | 29.3                                               | 30.2                                               | 30.4                                               | 30.4                                               | 30.1                                               | 29.9                                               | 27.6                                               | 27.1                                               | 26.1                                               | 28.5                                               |
| Temp. mín. media (°C)                              | 21.0                                               | 21.5                                               | 23.5                                               | 23.6                                               | 24.1                                               | 24.3                                               | 24.7                                               | 24.8                                               | 23.6                                               | 22.1                                               | 22.0                                               | 21.8                                               | 23.1                                               |
| Precipitación total (mm)                           | 276                                                | 281                                                | 281                                                | 290                                                | 308                                                | 306                                                | 312                                                | 316                                                | 336                                                | 327                                                | 336                                                | 290                                                | 3659                                               |
| Días de lluvias (≥ )                               | 25                                                 | 23                                                 | 27                                                 | 28                                                 | 27                                                 | 29                                                 | 29                                                 | 30                                                 | 28                                                 | 28                                                 | 27                                                 | 24                                                 | 325                                                |
| [cita requerida]                                   |                                                    |                                                    |                                                    |                                                    |                                                    |                                                    |                                                    |                                                    |                                                    |                                                    |                                                    |                                                    |                                                    |

## Fiestas
- Fiestas de San Roque, del 7 al 16 de agosto, con participación de su Institución educativa, como la más involucrada, ya que esta lleva este mismo nombre. En estas fiestas se realizan campeonatos de fútbol y demás actividades deportivas, complementadas con un reinado municipal donde hay desfile de balleneras y carrozas por las vías principales.

## Instituciones de educación
- Institución Educativa Agropecuaria y Comercial San Roque de La Frontera
- Institución Educativa Indígena Armando Achito Luviasa
- Escuela General Santander
- Escuela Policarpa Salavarrieta

## Juradoseños ilustres

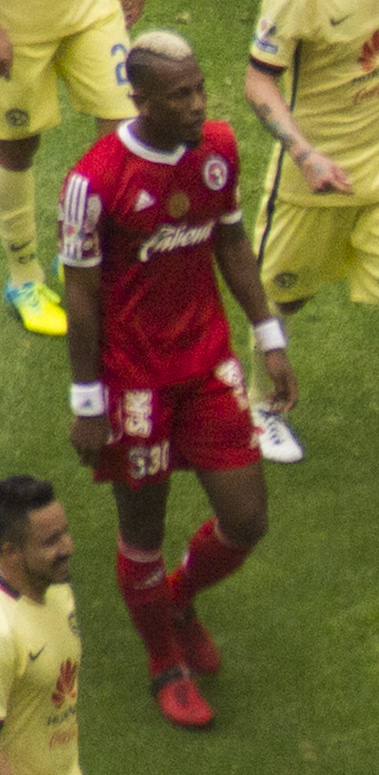
Leiton Jiménez.

- Leiton Jiménez: Es un futbolista, nacido en Juradó el 26 de abril de 1989, que juega como defensa para el club Atlas de Guadalajara de la Primera División de México.